# Первомайська центральна районна лікарня (Харківська область)
Златопільська центральна районна лікарня (повна назва — Комунальне некомерційне підприємство Златопільська центральна районна лікарня центральна районна лікарня) — центральна районна лікарня у місті Златопіль Харківської області.

## Історія
Рішення про будівництво у тоді ще селищі Первомайський лікарні на 120 ліжок було ухвалено Виконавчим комітетом Харківської обласної ради депутатів трудящих у жовтні 1962 року (рішення № 597 від 19.10.1962). Будівництво першої черги лікарні коштувало 704 тис. радянських карбованців. Для лікарів був побудований житловий будинок. Вартість його будівництва склала 14790 карбованців. Роком заснування лікарні вважається 1969.
У 1978 році, за рахунок Первомайського хімічного заводу було збудовано поліклініку на 500 відвідувань на день, та новий чотириповерховий корпус стаціонара на 200 ліжок, який замінив собою старий. На 1-му поверсі розмістилося травматологічне відділення, на 2-му — хірургічне відділення із операційним блоком, на 3-му — акушерсько-гінекологічне, на 4-му — дитяче. Їх урочисте відкриття відбулося 21 березня 1978 року. У строму корпусі розмістилися: на 1-му поверсі — «швидка допомога», на 2-му — неврологічне та оториноларингологічне відділення, на 3-му — терапевтичне. У цьому ж, 1978 році, була створена лікарняна бібліотека, лікарняний телефонний комутатор.

## Сучасний стан
У 2019 році в лікарні проведено ремонт фасаду хірургічного корпусу та покрівлі автогаражу. У 2019-2020 роках було відремонтоване і оснащене новим обладнанням фізіотерапевтичне відділення лікарні.
Код ЄДРПОУ: 02002730.